# Митчард, Жаклин
Жаклин Митчард (англ. Jacquelyn Mitchard; род. 10 декабря 1956, Чикаго, США) — американская писательница и журналистка, дебютировавшая в 1985 году с биографической книгой Mother Less Child. Впоследствии Митчард переключилась на художественную литературу. Её роман The Deep End of the Ocean 13 недель занимал 1-е место в листе бестселлеров газеты The New York Times.

## Биография
Жаклин Митчард родилась в семье водопроводчика  Боба и домохозяйки Мэри (ум. 1975). Она с отличием окончила колледж, после чего работала официанткой. Затем Митчард поступила в Иллинойсский университет в Урбане-Шампейне, где изучала литературу. В 1979 году она заняла должность журналиста в газете Milwaukee Journal Sentinel.
В 1985 году Митчард опубликовала первую биографическую книгу Mother Less Child. В 1996 году она решила попробовать себя в написании художественной литературы и выпустила роман The Deep End of the Ocean, рассказывающий о матери, чей сын пропал в отеле. Эта книга стала известна благодаря шоу Опры Уинфри, куда телеведущая пригласила Митчард. После выхода передачи в эфир книга была продана суммарным тиражом более 3 миллионов копий, а также 29 недель находилась в листе бестселлеров газеты The New York Times, 13 из которых удерживала высшую позицию. Газета USA Today поставила The Deep End of the Ocean на второе место в списке самых значительных произведений за последние 25 лет.
За дебютным произведением Митчард последовали книги, предназначенные как для взрослых, так и для молодёжи и детей. Среди её работ была биографическая книга об американском философе и социологе Джейн Аддамс. В 1999 году произведение Митчард The Most Wanted было номинировано на премию «Оранж».

### Личная жизнь
В 1980 году Митчард вышла замуж за Дана Аллегретти, репортёра газеты The Capital Times. От него она родила трёх сыновей Даниэля, Мартина и Роберта. Аллегретти скончался в 1993 году от рака толстой кишки. В 1998 Митчард повторно вышла замуж. Её супругом стал плотник Кристофер Брент. У них 6 детей: Фрэнси, Мэри, Аттикус, Уилл, Мерит и Марта. В 2013 году газета Publishers Weekly опубликовала информацию, что Митчард стала жертвой финансовой махинации и её семья находится на грани банкротства.

## Награды и номинации
- Номинация на премию «Оранж» за роман The Most Wanted[5].

## Экранизации
- В 1999 году вышел фильм «На самом дне океана» американского режиссёра Улу Гросбарда, основанный на одноимённой книге Митчард. Главные роли в картине исполнили Мишель Пфайффер, Трит Уильямс и Вупи Голдберг[8][9].